# Oraa Guzura Dado
Oraa Guzura Dado (おらぁグズラだど, lit. "Ei, eu sou Guzura!"), conhecido no Brasil como Guzula é uma série anime de comédia em 52 episódios dirigida por Hiroshi Sasagawa e produzida pela Tatsunoko Productions. Foi exibida na Fuji TV entre 7 de outubro de 1967 e 25 de setembro de 1968.
Um remake do anime (conhecido no Brasil pelo nome de Binsky, o Dinoceronte e exibido pelo Xou da Xuxa da Rede Globo) de 44 episódios foi ao ar pela TV Tokyo entre 12 de outubro de 1987 e 30 de setembro de 1988, também dirigido por Sasagawa.

## Enredo
O anime conta história de Guzula, o dinossauro - depois de ter sido chocado e suas aventuras mágicas. Um dia, o Monte Bikkura entra em erupção e expele um ovo grande, de onde surge um pequeno monstro chamado Guzula. Perdido no mundo humano, ele é surpreendido e confundido pelas coisas estranhas e maravilhosas que ele ouve e vê, e é envolvido em situações ímpares uma atrás da outra. As pessoas ao redor dele também são envolvidas em confusões engraçadas. Guzula possui a habilidade mágica de comer metal e produzir uma variedade de dispositivos mecânicos. Além disso ele pode cuspir chamas e pular alto usando sua longa cauda. Ele é tão inocente e amigável que torna-se popular aonde quer que vá.

## Elenco
- Kei Tomiyama como Papa
- Mie Azuma como Bonta
- Shigeru Asou como Mama
- Yoshiko Matsuo como Susuko
- Toru Ohira como Guzula